# Verescsagino
Verescsagino (oroszul: Верещагино) város Oroszország Permi határterületén, a Verescsaginói járás székhelye.
Lakossága: 22 156 fő (a 2010. évi népszámláláskor).

## Fekvése
A Permi határterület nyugati részén, Permtől 120 km-re helyezkedik el. Vasútállomás a transzszibériai vasútvonal Kirov–Perm közötti szakaszán.

## Története, gazdasága
A Kotlasz–Perm vasútvonal építése idején, 1898-ban jött létre. Neve kezdetben Ocserszkaja állomás, majd 1904-től Voznyeszenszkaja állomás volt. 1915-ben Vaszilij Verescsagin festőművészről nevezték el, aki itt pihent meg, amikor az orosz–japán háború helyszíneire utazott, ahol végül életét vesztette.
A település a vasút mellett és azzal szoros kapcsolatban alakult ki. 1902-re felépült a gőzmozdony depo. 1910-ben a fából készült állomásépület leégett, az új téglaépület 1912-ben készült el. A helység 1924-ben lett járási székhely, 1928-ban városi jellegű település, 1942-ben város.
A világháború utáni időszakban több iparvállalatot alapítottak. 1947-ben kezdte meg a termelést az újonnan létesített kötöttárugyár. 1962-ben a gőzmozdony depót vasúti munkagép-javító és alkatrészgyártó vállalattá alakították át. Ezek ma is a város legfontosabb munkaadói közé tartoznak. A gazdaság  meghatározó ága a vasút és a hozzá kapcsolódó számos vállalat maradt. A városi építkezéseknél fontos szerepet játszik a vasbetonelemek gyára. Jelentősebb élelmiszeripari vállalat az 1975-ben alapított sörgyár, az 1976-ban megnyitott kenyérárugyár, valamint a húsfeldolgozó és a tejfeldolgozó kombinát. 